# Chanson d'Ar-mor
Pour plus de détails, voir Fiche technique et Distribution.
Chanson d'Ar-mor est un court métrage français réalisé par Jean Epstein et sorti en 1934. 
C'est le tout premier film entièrement réalisé en langue bretonne.

## Synopsis
En Bretagne, Jean-Marie Maudez, un jeune marin-pêcheur pauvre, aime Rozenn, la fille d'un châtelain, mais celle-ci est promise à un riche aristocrate, le comte André.

## Fiche technique
- Réalisation : Jean Epstein
- Scénario : Jean des Cognets
- Photographie : Georges Lucas et Jean Lucas
- Montage : Marthe Poncin
- Musique : Jacques Larmanjat
- Pays : France
- Langue originale : breton avec sous-titres en français
- Société de production : Ouest-Éclair
- Pays :  France
- Format : Noir et blanc - 1,37:1
- Genre : Court métrage dramatique, romance
- Durée : 42 minutes
- Lieux de tournage : Saint-Pol-de-Léon, Quimper, Huelgoat, Saint-Herbot, Perros-Guirec, Saint-Guénolé, Concarneau, la pointe du Raz et les châteaux de Kerjean et de Kérouzéré[1] dans le Finistère. Dinard, en Ille-et-Vilaine, a également servi de cadre pour la séquence de la sortie au casino.
- Dates de sortie : 23 novembre 1934 à Rennes et 2 février 1935 à Paris.

## Distribution
- Yvon Le Marc'hadour : Jean-Marie Maudez
- Solange Monchâtre : Rozenn, l'amie de Jean-Marie
- Francis Gourvil : le tuteur de Rozenn
- Georges Prieur : le comte André, le fiancé de Rozenn
- François Viguier : l'innocent du village
- Marinette Fournis : Mademoiselle Maudez

## Autour du film
Chanson d'Ar-mor est le quatrième de fiction tourné par Jean Epstein en Bretagne. « J'ai fait ce film parce que j'aime la Bretagne. J'y suis venu pour la première fois quand j'étais tout petit, et j'y suis retourné depuis lors chaque année. Et chaque année a été pour moi un nouvel émerveillement, car les beautés de ce pays ne se livrent pas toujours d'un coup. Il faut patiemment les chercher, forcer la malicieuse nature à vous les livrer, savoir écarter le voile de brume qui veut vous les dérober » dit Jean Epstein dans une interview à la revue Pour Vous . « Pour mon nouveau film ... C'est une Bretagne "méditerranéenne" que j'ai dépeinte. »
Le film a été produit par le quotidien régional L'Ouest-Éclair, dont le siège est à Rennes. Il avait pour but de valoriser l'image de la région Bretagne et développer le tourisme.
Le film a été restauré en 2013 par la Cinémathèque française et mis en ligne à disposition du public sur le site de l'organisme.